# Carey Blyton
Carey Blyton, né le 14 mars 1932 et mort le 13 juillet 2002, est un compositeur britannique pour la télévision, connu pour son travail sur Doctor Who et pour sa chanson Bananas in Pyjamas.